# Битка за Харков (2022)
Битката за Харков започва на 24 февруари 2022 г., по време на руското нападение срещу Украйна през 2022 г. Харков, разположен само на 40 км южно от границата между Русия и Украйна, е вторият по големина град в Украйна и се счита за основна цел за руските военни.

## Хронология на събитията

### Февруари
На 24 февруари руските сили преминават границата и започват настъпление към Харков, срещайки украинската съпротива. Руснаците също обстрелват града с артилерия, убивайки младо момче.
До 25 февруари избухват ожесточени боеве в северните предградия на града, близо до село Циркуни, където украинските сили успяват да удържат руснаците.
На 26 февруари губернаторът на Харковска област Олег Синегубов заявява, че целият град е под украински контрол.
В ранната сутрин на 27 февруари руските сили унищожават газопровода в Харков. По-късно сутринта, руските сили влизат в Харков, като Синехубов заявява, че в града се водят тежки боеве, а съветникът на Министерството на вътрешните работи Антон Геращенко твърди, че в центъра на града се водят улични боеве. Междувременно говорителят на МО на Русия Игор Конашенков заявява, че руските сили са осигурили капитулацията на украинския 302-и зенитно-ракетен полк и са заловили 471 украински войници, твърдение, което украински източници отричат.
Междувременно украинските власти твърдят, че украинските сили са унищожили половината от руските военни превозни средства, които са настъпили в Харков, включително най-малко 6 GAZ Tigr-Ms.
До следобеда на 27 февруари Синегубов заявява, че украинските сили са си възвърнали пълния контрол над града. Той добавя, че десетки руски войници са се предали и са се оплакали от деморализация, неразбиране каква е мисията им и липса на гориво.
На 28 февруари украинският служител Антон Херащенко заявява, че руските ракетни удари по града са убили десетки цивилни. По-късно обаче, Синегубов твърди, че 11 цивилни са убити и десетки са ранени. Игор Терехов, кметът на Харков, по-късно заявява, че девет цивилни са убити и 37 са ранени.
Руските сили започват да унищожават електрически подстанции в Харков, в резултат на което някои райони на града нямат електричество, отопление и вода.

### Март
Сутринта на 1 март се твърди, че руска ракета е ударила площада на свободата в центъра на Харков, пред административната сграда на Харковския областен съвет.
На 2 март Синегубов заявява, че най-малко 21 души са били убити и 112 ранени през последните 24 часа. Руски парашутисти кацат в Харков и извършват нападение срещу украинска военна болница след въздушна атака срещу града, което води до тежки сблъсъци между руски и украински сили. Местен служител по-късно твърди, че украинските сили все още контролират болницата.
Щабът на полицията в Харков, военната академия и Националният университет в Харков са засегнати от руски обстрел през сутринта. Няколко жилищни района също са поразени от руски ракети. По-късно, руски ракети отново удрят площада на Свободата, засягайки сградата на градския съвет на Харков, в допълнение към някои високи сгради.
В нощта на 2 март две ракети удрят щаба на силите за териториална отбрана на Харков. Пострадала е и катедралата „Успение Богородично“, която е използвана като убежище от цивилни. CNN публикува доклад, в който се твърди, че от всичките 16 места в Харков, обект на руски обстрел през същата седмица, само 3 са неграждански райони.
Службата за сигурност на Украйна заявява на 6 март, че руските БМ-21 Град обстрелват Харковския физико-технологичен институт, където се помещава ядрено изследователско съоръжение, и предупреждава, че това може да доведе до мащабна екологична катастрофа. Международната агенция за атомна енергия заявява на следващия ден, че ядреното изследователско съоръжение е било повредено, но не е имало изтичане на радиация. Местните служители за извънредни ситуации твърдят, че най-малко осем цивилни са били убити при обстрела на града през нощта. Междувременно, азербайджанското консулство в града е сериозно засегнато, а албанското консулство е разрушено.
На 7 март украинското министерство на отбраната обявява, че украинските сили са убили руския генерал-майор Виталий Герасимов, заместник-командир на 41-ва общооръжейна армия. Други руски офицери също са убити при атаката. Руските войници убиват двама цивилни доброволци в Feldman Ecopark, когато влизат в заграждението на животните, за да ги нахранят.
На 8 март Синегубов заявява, че повече от 600 000 цивилни са евакуирани от града по железопътни линии. Украинските власти обявяват, че целият Харков е под техен контрол и че освен някои обстрели в покрайнините на града, не се предприемат руски настъпателни действия.
На 10 март Държавната служба за извънредни ситуации на Украйна заявява, че 4 души, включително 2 деца, са загинали при руски обстрел в Харков. Руски обстрел унищожава и търговски център в центъра на града.
На 14 март руски обстрел удря жилищен район, при което загиват двама цивилни и един е ранен. На следващия ден става ясно, че градът е бил обстрелван 65 пъти на 14 март, като 600 жилищни сгради са били разрушени в Харков.
На 16 март украинските власти твърдят, че 3 цивилни са били убити и 5 са били ранени, когато руски сили обстрелват пазар.
На 18 март Харковската областна прокуратура съобщава за обстрел на жилищни сгради в кварталите Слобидский и Московски на града. Освен това, сградата на Института за държавна администрация на Националната академия за публична администрация е частично разрушена. Руски обстрел на Салтовка убива Борис Романченко (96 г.), който оцелява в 4 нацистки концентрационни лагера и се занимава със съхраняване на паметта за престъпленията на нацизма.
На 26 март руски снаряди повреждат паметник в мемориала на Холокоста в Дробицки Яр.
На 28 март кметът на Харков Игор Терехов казва, че около 30% от жителите на града са напуснали Харков след началото на войната. Ръководителят на HOVA, губернатор Синегубов съобщава, че руснаците отново са ударили градски квартали с касетъчни боеприпаси. Той също така твърди, че в няколко посоки украинските бойци са контраатакували и че са прочистили врага от Мала Рохан и Вилхивка.
На фона на засиления руски обстрел на Харков на 31 март 2022 г., руските власти приписват експлозия в склад за доставки на петрол на около 50 км северно от границата в Белгород в рамките на Русия на атака от два украински военни хеликоптера Ми-24. Междувременно руснаците твърдят, че в същия ден са убили повече от 100 „екстремисти и наемници“ от западни страни в Харков с високоточен ракетен удар „Искандер“ по отбранителна база.

### Април
На 2 април, според Синегубов руснаците заобикалят Изюм, за да продължат към Луганск и Донецк. На 3 април 2022 г. украинското правителство заявява, че двама руски войници са убити и 28 други са хоспитализирани, след като украински цивилни им дават отровни торти на руски войници от руската 3-та мотострелкова дивизия в Харков.